# Тугаряково
Тугаря́ково (рос. Тугаряково, башк. Түгәрәк) — присілок у складі Бураєвського району Башкортостану, Росія. Входить до складу Челкаковської сільської ради.
Населення — 106 осіб (2010; 131 у 2002).
Національний склад:
- башкири — 91 %